# H. Chaigneau
H. Chaigneau war ein französischer Hersteller von Automobilen und Motorrädern.

## Unternehmensgeschichte
Das Unternehmen aus Paris begann 1903 mit der Produktion von Automobilen und Motorrädern. Der Markenname lautete Manon in Frankreich. Die Mohawk Motor & Cycle Company of Chalk Farm aus London vertrieb die Fahrzeuge als Mohawk-Manon in England. Etwa 1905 endete die Automobilproduktion. 1910 wurde das Unternehmen aufgelöst.

## Automobile
Im Angebot standen zwei Modelle. Für den Antrieb sorgten Einbaumotoren von Aster und De Dion-Bouton. Die Motoren leisteten wahlweise 6 PS oder 9 PS.